# Giovanni Onorato
Giovanni Onorato né à  Palerme le 7 février 1910 et mort dans la même ville le 23 février 1960 est un acteur italien.

## Biographie
Il est le père de l'acteur Glauco Onorato et de la scénariste, actrice et réalisatrice Maria Virginia Onorato.

## Filmographie partielle
- 1938 : Ettore Fieramosca de Alessandro Blasetti
- 1941 : L'Enfant du meurtre (Giuliano de' Medici) de Ladislas Vajda
- 1941 : Beatrice Cenci de Guido Brignone
- 1942 : Dans les catacombes de Venise (I due Foscari) d'Enrico Fulchignoni
- 1943 : Rita da Cascia de Antonio Leonviola
- 1944 : La fornarina de Enrico Guazzoni
- 1946 : L'adultera de Duilio Coletti
- 1947 : Tombolo, paradis noir (titre original : Tombolo, paradiso nero) de Giorgio Ferroni
- 1950 : La Maudite (Margherita da Cortona) de Mario Bonnard
- 1952 : Il tenente Giorgio de Raffaello Matarazzo
- 1952 : Le Petit Monde de don Camillo de Julien Duvivier
- 1953 : Le Retour de don Camillo de Julien Duvivier
- 1955 : La Grande Bagarre de don Camillo de Carmine Gallone